# Losar
Losar (Tibetaans: lo = jaar, sar = nieuw) is het Tibetaanse Nieuwjaar en de belangrijkste feestdag in Tibet.
De viering van Losar bestond al in de voor-boeddhistische tijd in Tibet. Voorbereidende oefeningen met het lezen van teksten en meditatie beginnen gewoonlijk vijf dagen eerder. Ook vindt er in de huizen eerst een grote schoonmaak plaats, heeft de familie nieuwe kleren, worden ruzies bijgelegd en schulden vereffend. Er wordt als het ware een nieuw leven begonnen.
De eerste dag van het Losarfeest wordt overwegend met de familie gevierd. De tweede dag is aan religieuze zaken gewijd. Er worden grote thangka's in de kloosters opgehangen, cham-dansen bewonderd en aan kloosterceremonies deelgenomen. De derde dag wordt in het openbaar gevierd, meestal in de open lucht, en wordt er chaang (gerstebier) gedronken.
Losar valt niet gelijk aan Nieuwjaar in de meest gebruikelijke, gregoriaanse, tijdrekening.
| Jaar (gregoriaanse kalender | Jaar (Tibetaanse kalender) | Datum Losar             |
| --------------------------- | -------------------------- | ----------------------- |
| 2011                        | rab byung 17 lo 25         | 5 - 7 maart             |
| 2012                        | rab byung 17 lo 26         | 22 - 24 februari        |
| 2013                        | rab byung 17 lo 27         | 11 - 13 februari        |
| 2014                        | rab byung 17 lo 28         | 31 januari - 2 februari |
| 2015                        | rab byung 17 lo 29         | 18 - 20 februari        |

Andere festivals in Tibet zijn het Boterkaarsfestival, Yoghurtfestival, Gouden Ster-festival, Lhabab Düchen, Dajyur en Mönlam.